# 春日あんどん祭り
春日あんどん祭り（かすがあんどんまつり）は、福岡県春日市の春日公園で毎年10月に開催される祭りである。

## 概要
- 春日市内の団体で組織する「春日市民祭り振興会」が運営主体となり、開催している祭りである。夜間に開催し、多数のあんどんが設置され、ステージ上で芸能の披露などが行われる。

## 歴史
第1回は市制5周年記念行事の一つとして1977年10月に市民スポーツセンターで開催。翌1978年の第2回からは8月に開催されるようになり、春日公園の開園後は春日公園が会場となった。1979年第3回より地区と中央の二体制で祭りを開催する。2010年までは花火大会が開催され、公園内の野球場には花火観覧のための有料観覧席を設けていた。市内外から毎年10万人以上の観客が訪れる大規模な祭りとなり、会場最寄り駅であるJR春日駅では開催日に限り快速が臨時停車していた。会場内およびJR春日駅・西鉄春日原駅周辺での観客の安全確保や、周辺部の生活環境の問題などから、2011年より名称が「春日奴国あんどん祭り」に変更され、花火大会が中止となり、10月の土日2日間の開催となった。会場内にあんどんを灯し、古人を偲ぶ市民祭りとなった。2020・21年は中止。
第8回までを市役所が、第9回からを春日市商工会が、祭りの実行委員会事務局を運営する。